# Copa Río Branco
Die Copa Río Branco war ein Fußballwettbewerb zwischen den Nationalmannschaften von Brasilien und Uruguay. Die Begegnungen fanden in unregelmäßigen Abständen zwischen 1931 und 1976 statt, von denen sechs siegreich für Brasilien endeten, wohingegen Uruguay nur dreimal Sieger war. Im Jahre 1967 gelten beide Nationen aufgrund dreier Unentschieden als ebenbürtige Sieger.
Am 6. September 1931 fand die Turnierreihe ihren Anfang in einem der ältesten Stadien Brasiliens, dem Estádio das Laranjeiras in Rio de Janeiro.
Weitere Austragungsorte waren in Uruguay das Stadion Estadio Centenario in Montevideo und in Brasilien die Stadien Estádio do Pacaembu in São Paulo, sowie Estádio São Januário in Rio de Janeiro.

## Die Spiele im Überblick
| 1931 | Brasilien             | 06.09.1931 | Rio de Janeiro | Brasilien – Uruguay 2:0 |
|      |                       |            |                |                         |
| 1932 | Brasilien             | 04.12.1932 | Montevideo     | Uruguay – Brasilien 1:2 |
|      |                       |            |                |                         |
| 1940 | Uruguay               | 24.03.1940 | Rio de Janeiro | Brasilien – Uruguay 3:4 |
| 1940 | Uruguay               | 31.03.1940 | Rio de Janeiro | Brasilien – Uruguay 1:1 |
|      |                       |            |                |                         |
| 1946 | Uruguay               | 05.01.1946 | Montevideo     | Uruguay – Brasilien 4:3 |
| 1946 | Uruguay               | 09.01.1946 | Montevideo     | Uruguay – Brasilien 1:1 |
|      |                       |            |                |                         |
| 1947 | Brasilien             | 29.03.1947 | São Paulo      | Brasilien – Uruguay 0:0 |
| 1947 | Brasilien             | 01.04.1947 | Rio de Janeiro | Brasilien – Uruguay 3:2 |
|      |                       |            |                |                         |
| 1948 | Uruguay               | 04.04.1948 | Montevideo     | Uruguay – Brasilien 1:1 |
| 1948 | Uruguay               | 11.04.1948 | Montevideo     | Uruguay – Brasilien 4:2 |
|      |                       |            |                |                         |
| 1950 | Brasilien             | 06.05.1950 | São Paulo      | Brasilien – Uruguay 3:4 |
| 1950 | Brasilien             | 14.05.1950 | Rio de Janeiro | Brasilien – Uruguay 3:2 |
| 1950 | Brasilien             | 18.05.1950 | Rio de Janeiro | Brasilien – Uruguay 1:0 |
|      |                       |            |                |                         |
| 1967 | Brasilien und Uruguay | 25.06.1967 | Montevideo     | Uruguay – Brasilien 0:0 |
| 1967 | Brasilien und Uruguay | 28.06.1967 | Montevideo     | Uruguay – Brasilien 2:2 |
| 1967 | Brasilien und Uruguay | 01.07.1967 | Montevideo     | Uruguay – Brasilien 1:1 |
|      |                       |            |                |                         |
| 1968 | Brasilien             | 09.06.1968 | São Paulo      | Brasilien – Uruguay 2:0 |
| 1968 | Brasilien             | 12.06.1968 | Rio de Janeiro | Brasilien – Uruguay 4:0 |
|      |                       |            |                |                         |
| 1976 | Brasilien             | 25.02.1976 | Montevideo     | Uruguay – Brasilien 1:2 |
| 1976 | Brasilien             | 28.04.1976 | Rio de Janeiro | Brasilien – Uruguay 2:1 |